# Neuburg (Winterthur)
Neuburg (ⓘ) ist eine Aussenwacht und ein Quartier der Stadt Winterthur. Es gehört zum Kreis 6 (Wülflingen).

## Geografie
Neuburg liegt im Süden des Kreises Wülflingen und ist flächenmässig das grösste Quartier der Stadt Winterthur. Es umfasst einen Teil des Dättnauertals bis zum Beginn des Dättnauerweihers, einen Grossteil des Chombergs sowie den Winterthurer Teil des Rumstals. Das Rumstal wird vom Steinbach durchflossen, der von Brütten her am Fuss des Rumsberges herunterfliesst und das Quartier über das Rumstal wieder verlässt. Neben der namensgebenden Aussenwacht Neuburg umfasst das Quartier weitere kleine Ansiedlungen.

## Geschichte
Der Name Neuburg ging im 16. Jahrhundert von der ehemaligen nahegelegenen Burg Neuburg (heute Burgstelle Hoh-Wülflingen) auf den Weiler über.
1838 wurde das Schulhaus Neuburg gebaut, das 1917/18 renoviert wurde. 1922 wurde Neuburg zusammen mit dem restlichen Wülflingen in Winterthur eingemeindet, im gleichen Jahr entstand auch die an der Rumstalstrasse gelegene Siedlung Weiertal. 1951 kam auf dem Schulhaus der charakteristische Turm mit Uhr dazu. Seit dem 21. Jahrhundert ist die Schule nicht mehr in Betrieb und die Schüler gehen in Wülflingen zur Schule.

## Kultur und Freizeit
In Neuburg findet alle zwei Jahre ein Rutschbahnfest statt, bei dem man auf Matten auf einer eigens dafür errichteten Rutschbahn den Hügel herunterrutschen kann. Zudem gibt es im Dorf das Ausflugsrestaurant Neuburg.
Im Weiertal fand 2009 das Skulpturen Symposium Winterthur statt.

## Verkehrsanbindung
Neuburg ist nicht an den öffentlichen Verkehr angebunden.
Es führen Strassen ins Dättnau (gehört zum Stadtkreis Töss), nach Wülflingen, via Rumstal nach Pfungen und nach Sonnenbühl, einem Weiler in der Gemeinde Oberembrach.

## Bilder

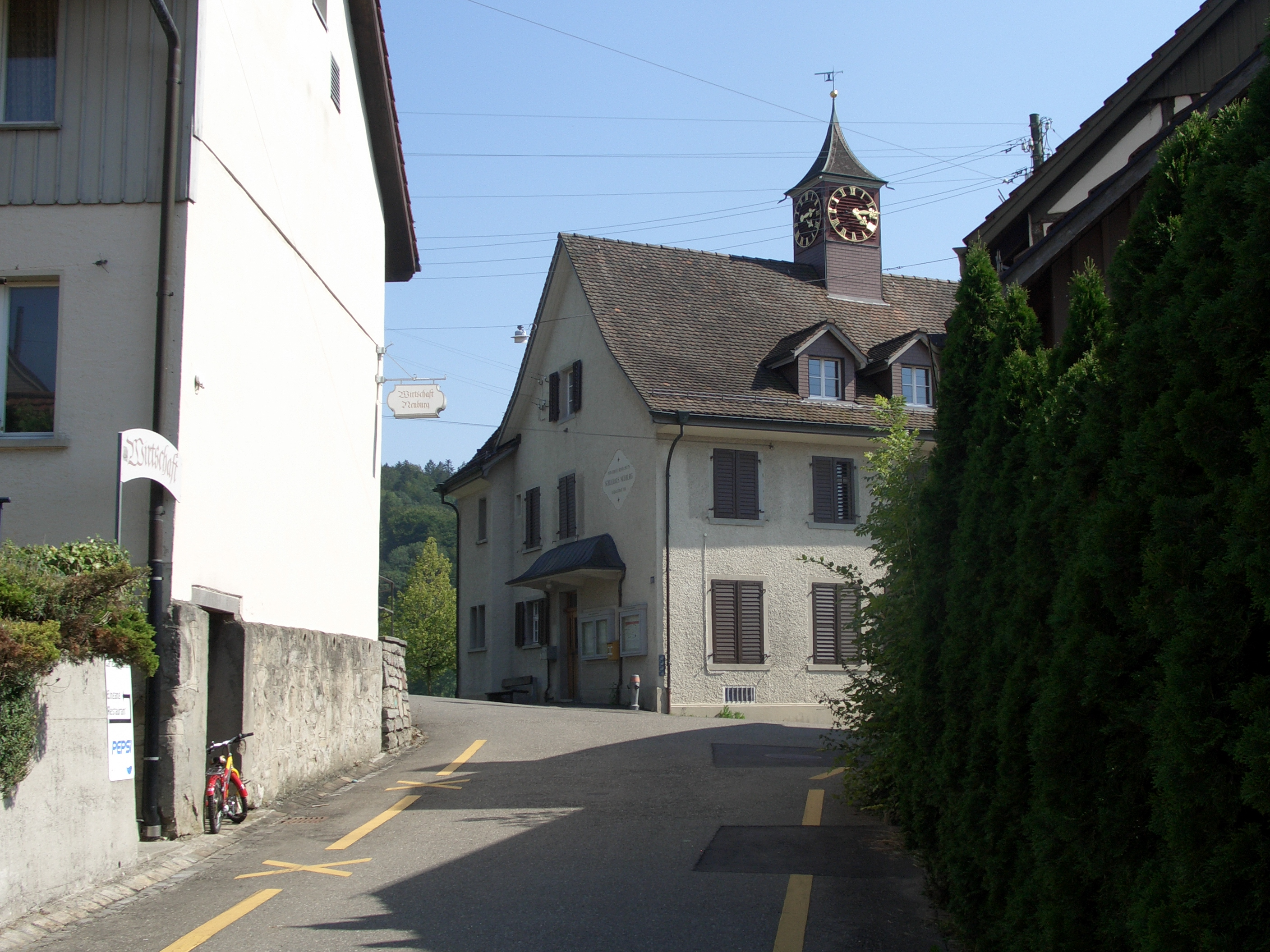
Neuburg, Ortskern mit Schulhaus (vorne) und Restaurant (links)
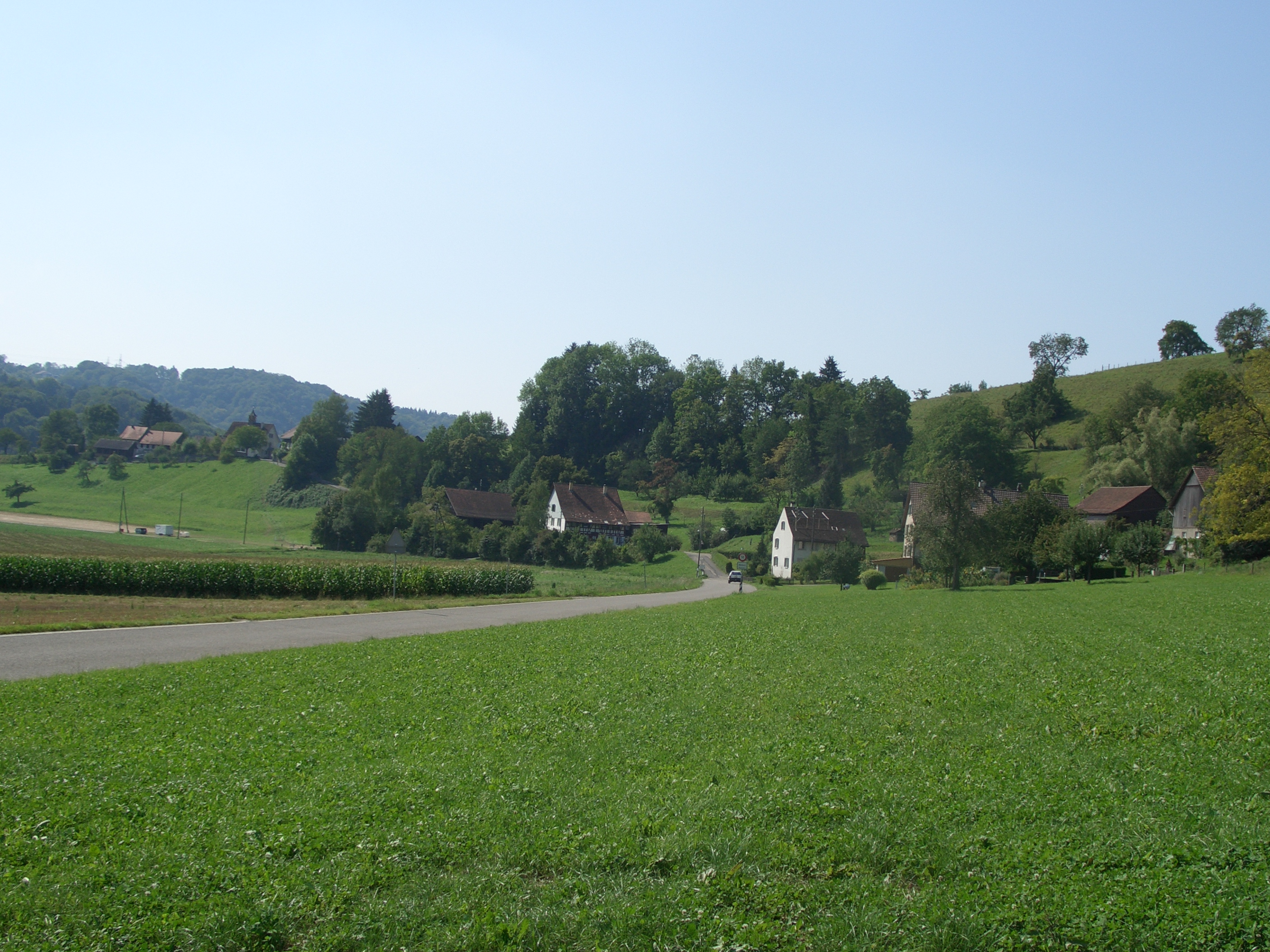
Neuburg Berg und Tal